# Nueve reinas
Nueve reinas is een Argentijnse misdaadfilm uit 2000 onder regie van Fabián Bielinsky.

## Verhaal
Marcos ziet hoe Juan een kassamedewerker bij de neus neemt met een truc met een bankbiljet. Als hij wordt betrapt, zegt Marcos dat hij van de politie is en sleept hij Juan naar buiten. Hij vertelt Juan daar dat hij ook een oplichter is. Hij heeft echter groter plannen en nodigt Juan uit om zich bij hem aan te sluiten. Ze worden ingehuurd om nagemaakte postzegels te verkopen.

## Rolverdeling
| Acteur          | Personage |
| --------------- | --------- |
| Ricardo Darín   | Marcos    |
| Gastón Pauls    | Juan      |
| Leticia Brédice | Valeria   |
| Tomás Fonzi     | Federico  |

## Prijzen en nominaties
De film won 22 prijzen en werd voor 8 andere genomineerd. Een selectie:
| Jaar | Evenement                      | Categorie                  | Genomineerde     | Resultaat   |
| ---- | ------------------------------ | -------------------------- | ---------------- | ----------- |
| 2001 | Cóndor de Plata (49ste editie) | Beste film                 | Nueve reinas     | Gewonnen    |
| 2001 | Cóndor de Plata (49ste editie) | Beste regisseur            | Fabián Bielinsky | Gewonnen    |
| 2001 | Cóndor de Plata (49ste editie) | Beste acteur               | Ricardo Darín    | Gewonnen    |
| 2001 | Cóndor de Plata (49ste editie) | Beste vrouwelijke bijrol   | Elsa Berenguer   | Gewonnen    |
| 2001 | Cóndor de Plata (49ste editie) | Beste origineel scenario   | Fabián Bielinsky | Gewonnen    |
| 2001 | Cóndor de Plata (49ste editie) | Beste debuterend regisseur | Fabián Bielinsky | Genomineerd |
| 2001 | Cóndor de Plata (49ste editie) | Beste camerawerk           | Marcelo Camorino | Gewonnen    |
| 2001 | Cóndor de Plata (49ste editie) | Beste montage              | Sergio Zóttola   | Gewonnen    |
| 2001 | Cóndor de Plata (49ste editie) | Beste artdirector          | Marcelo Salvioli | Genomineerd |
| 2001 | Cóndor de Plata (49ste editie) | Beste filmmuziek           | César Lerner     | Genomineerd |